# 亞馬遜盆地
亞馬遜盆地（葡萄牙語：Bacia do rio Amazonas），又稱亞馬遜平原，是南美洲的亞馬孫河及其支流所流經之處，盆地與平原地形兼具。

## 地理

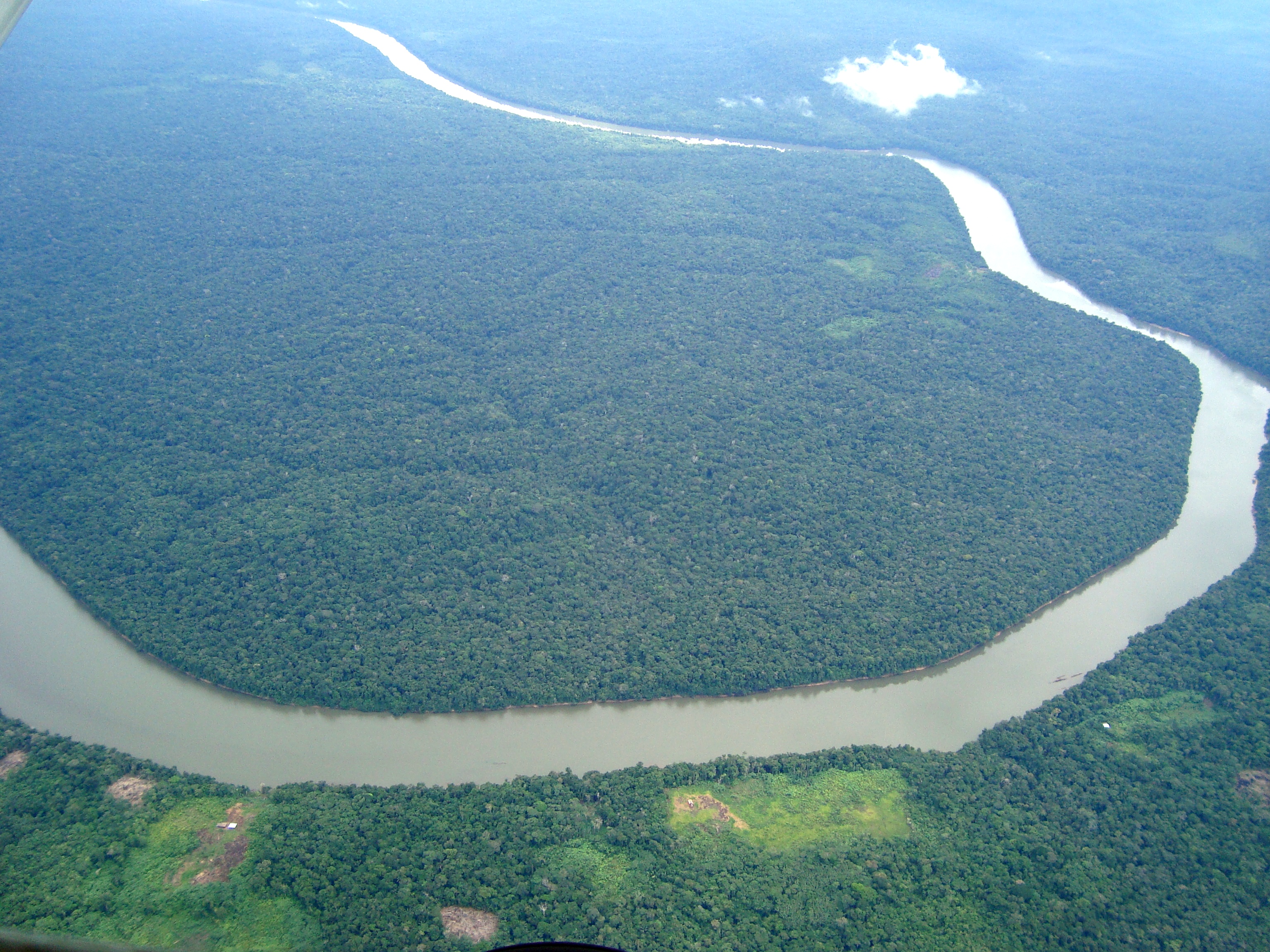
一部分亚马逊雨林的鸟瞰图。

南美洲的亞馬遜雨林（60%面積位於巴西）位於亞馬遜盆地，是全球最大的雨林，佔地6百萬平方公里（2百萬平方哩）的平原和茂密的熱帶森林，居住著豐富的物種。但在過去30年，巴西政府將亞馬遜州（Amazonia）轉為工廠區，及資助道路興建計劃、住屋及工業發展。

## 人類居所
亞馬遜州人口並不密集。亞馬遜河河畔有幾個城市，並有一些散落的居地在內陸，但大多數人都居住於城市。部份森林被砍伐作為農地及大牧場，並有一些居住者種植橡膠及巴西堅果。

## 動物與植物
亞馬遜州的動物及植物物種仍未被全部發現，原因是大部份地區依然未有人踏足。河裡的物種數目亦無人知道。

## 地下河
2011年8月26日巴西國家測繪局在第12屆國際地球物理會議上公布。在亞馬遜盆地下2000至4000米的沉積岩底層，存在著一條流量巨大的暗河，跟亞馬遜河同樣長6,000公里，但比亞馬遜河闊200倍，達200至400公里闊，以研究團隊的組長命名，叫哈姆扎河（Rio Hamza）。

## 外部連結
- 亚马逊河航线，基于克里斯多弗·德阿格拉的记述 （页面存档备份，存于）

42°07′00″N 42°13′00″E / 42.1167°N 42.2167°E